# Trichocereeae
Trichocereeae  este un trib din America de Sud din subfamilia cactoideae aparținând familiei Cactaceae. Există 25 de genuri recunoscute.

## Genuri
- Acanthocalycium
- Arthrocereus
- Brachycereus
- Cleistocactus
- Denmoza
- Discocactus
- Echinopsis
- Espostoa
- Espostoopsis
- Facheiroa
- Gymnocalycium
- Haageocereus
- Harrisia
- Leocereus
- Matucana
- Mila
- Oreocereus
- Oroya
- Pygmaeocereus
- Rauhocereus
- Rebutia
- Samaipaticereus
- Weberbauerocereus
- Yungasocereus

## Hibrizi
- Haagespostoa [= Haageocereus × Espostoa]